# デイケア
デイケア（英: day care）は、福祉・医療関係施設が提供するサービスの一種で、医療保険・介護保険による「通所リハビリテーション」と医療保険による精神科デイケア、認知症デイケアがある。
対象者は高齢者や精神疾患患者で、利用者同士が交流するということが特徴としてあげられる。
日本ではデイケアは医療系の介護サービスであり、医師の指示の下で行われる。このため、介護老人保健施設、病院、診療所のみが運営できる。規模によっても区分があり、患者あたりの広さ、専用室の広さ、職員配置、患者数が定まっている。どういった傾向の患者が入所するかは、各施設の方針によって異なっている。
用語として類似に捉えられることの多い「デイサービス」は、介護老人福祉施設や在宅サービスセンターで行われる「通所介護」であり、共通のサービスも含まれるが異なるものである。

## 目的
本サービスの主目的は次の三点にあり、活動を通じて人と接することによって社会復帰や入院予防を目標としている。
- 決まったリズムのある生活を営むことで、生活時間の管理能力を持たせること。
- 仲間と一緒に何かをすることで、自主性と協調性を培うこと。
- ゲームなどのレクリエーションや簡単な手作業を通して、社会復帰の体力と作業能力を維持、向上させること。

ほかにもナイトケアおよびデイナイトケア、ショートケアと呼ばれるものもあるが、1回あたりの実施時間や実施される時間帯によって区分されたもので、内容に差異は無い。また下記に記した時間はあくまで目安であり、各施設によって異なる場合もある。
- デイケア - 日中の6時間が標準
- ナイトケア - 16時以降の4時間が標準のもの（1986年より）
- デイナイトケア - デイケアとナイトケアを組み合わせた10時間が標準（1994年より）
- ショートケア - 日中の3時間が標準（2006年より）

## 高齢者
| 居宅型 3,889億円 （49.5%）   | 訪問通所 3,054億円 （38.9%） | 訪問介護／入浴             | 816億円（10.4%）   |
| 居宅型 3,889億円 （49.5%）   | 訪問通所 3,054億円 （38.9%） | 訪問看護／リハ             | 211億円（2.7%）    |
| 居宅型 3,889億円 （49.5%）   | 訪問通所 3,054億円 （38.9%） | 通所介護／リハ             | 1,777億円（22.7%） |
| 居宅型 3,889億円 （49.5%）   | 訪問通所 3,054億円 （38.9%） | 福祉用具貸与               | 247億円（3.2%）    |
| 居宅型 3,889億円 （49.5%）   | 短期入所（ショートステイ）   | 短期入所（ショートステイ） | 375億円（5.8%）    |
| 居宅型 3,889億円 （49.5%）   | その他                       | その他                     | 458億円（4.9%）    |
| 地域密着型 948億円 （12.1%） | 小規模多機能型居宅介護       | 小規模多機能型居宅介護     | 182億円（2.3%）    |
| 地域密着型 948億円 （12.1%） | 認知症グループホーム         | 認知症グループホーム       | 509億円（6.5%）    |
| 地域密着型 948億円 （12.1%） | 地域密着型介護老人福祉施設   | 地域密着型介護老人福祉施設 | 134億円（1.7%）    |
| 地域密着型 948億円 （12.1%） | その他                       | その他                     | 123億円（1.6%）    |
| 施設型 2,593億円 （34.9%）   | 介護福祉施設（特養）         | 介護福祉施設（特養）       | 1,363億円（17.4%） |
| 施設型 2,593億円 （34.9%）   | 介護老人保健施設（老健）     | 介護老人保健施設（老健）   | 1,017億円（12.9%） |
| 施設型 2,593億円 （34.9%）   | 介護療養施設                 | 介護療養施設               | 227億円（2.9%）    |
| 居宅介護支援（ケアマネ）     | 居宅介護支援（ケアマネ）     | 居宅介護支援（ケアマネ）   | 408億円（5.2%）    |
| 総額                         | 総額                         | 総額                       | 7,854億円          |

介護老人保健施設で行われる。介護保険の対象で、「通所リハビリテーション」の項目で給付される。
医療保険で給付される「老人性認知症疾患病院」で行われる老人性認知症デイケアもある。

### 歴史
世界初の高齢者向けデイケア・デイサービスはイギリスのオックスフォードで1985年に行われた。
日本初の本格的な高齢者向けのものは1965年に大阪市立弘済院にて吉田寿三郎により4ヶ月ほど継続されたとされる。
1972年には東京都老人医療センターの前身である「東京都養育院附属病院」が設立され、高齢者リハビリテーションが開始された。
認知症の高齢者向けのデイケアは1983年に聖マリアンナ医科大学附属病院精神科のものが初めてだと言われている。

### 定義
介護保険法第8条第8項において通所リハビリテーションは以下に定義される。
また、指定居宅サービス等の事業の人員、設備及び運営に関する基準（以下、居宅運営基準）第110条において、
と定義される。
人員
指定通所リハビリテーションの事業を行う者が、当該事業を行う事業所ごとに置くべき指定通所リハビリテーションの提供に当たる従業者は医師が1人以上、理学療法士、作業療法士若しくは言語聴覚士又は看護師若しくは准看護師若しくは介護職員に関しては利用者が10人以下の場合は、その提供を行う時間帯（以下この条において「提供時間」という。）を通じて専ら当該指定通所リハビリテーションの提供に当たる理学療法士、作業療法士若しくは言語聴覚士又は看護職員若しくは介護職員の数が1人以上、利用者の数が10人を超える場合は、提供時間を通じて専ら当該指定通所リハビリテーションの提供に当たる理学療法士、作業療法士若しくは言語聴覚士又は看護職員若しくは介護職員が、利用者の数を10で除した数以上確保されていること、このうち専ら当該指定通所リハビリテーションの提供に当たる理学療法士、作業療法士若しくは言語聴覚士又は通所リハビリテーション若しくはこれに類するサービスに一年以上従事した経験を有する看護師が、常勤換算方法で、0.1が必要である（居宅運営基準第111条）。
医師は、常勤でなければならない（居宅運営基準第111条）。
設備
指定通所リハビリテーション事業所は、消火設備その他の非常災害に際して必要な設備並びに指定通所リハビリテーションを行うために必要な専用の機械及び器具を備えなければならない（居宅運営基準第112条）。
運営
指定通所リハビリテーションの提供に当たっては、医師の指示及び次条第一項に規定する通所リハビリテーション計画に基づき、利用者の心身の機能の維持回復を図り、日常生活の自立に資するよう、妥当適切に行い、常に利用者の病状、心身の状況及びその置かれている環境の的確な把握に努め、利用者に対し適切なサービスを提供する。特に、認知症である要介護者に対しては、必要に応じ、その特性に対応したサービス提供ができる体制を整え、リハビリテーション会議の開催により、リハビリテーションに関する専門的な見地から利用者の状況等に関する情報を構成員と共有するよう努め、利用者に対し、適切なサービスを提供する（居宅運営基準第114条）。
医師及び理学療法士、作業療法士その他専ら指定通所リハビリテーションの提供に当たる通所リハビリテーション従業者（以下「医師等の従業者」という。）は、診療又は運動機能検査、作業能力検査等を基に、共同して、利用者の心身の状況、希望及びその置かれている環境を踏まえて、リハビリテーションの目標、当該目標を達成するための具体的なサービスの内容等を記載した通所リハビリテーション計画を作成し、既に居宅サービス計画が作成されている場合は、当該計画の内容に沿って作成し、その内容について利用者又はその家族に対して説明し、利用者の同意を得て、当該通所リハビリテーション計画を利用者に交付しなければならない（居宅運営基準第115条）。
指定通所リハビリテーション事業者は、利用者に対する指定通所リハビリテーションの提供に関する通所リハビリテーション計画や具体的なサービスの内容等の記録を整備し、その完結の日から二年間保存しなければならない（居宅運営基準第118の2条）。

## 精神疾患患者
精神保健福祉センター、公立デイケアセンター、精神科がある医療機関、保健所、市町村が行っている。精神保健福祉センター、公立デイケアセンター、精神科がある医療機関のものは精神科デイケアと呼び医療保険の対象となっており、保健所、市町村のものは単にデイケアと呼ばれ、事業費等で運営されている。

### 歴史
世界で初めての精神科デイケアは1946年にカナダのドナルド・イーウェン・キャメロン（Donald Ewen Cameron）がアラン記念病院で、イギリスのビエラがマールボロ社会精神医学センターで行い、日本では1953年大阪府堺市の浅香山病院の長坂五郎らによって、退院及び外来患者から希望者を募って試み、その後、1958年に国立精神・神経センター（当時の名称は国立精神衛生研究所）で加藤正明らによって研究がなされ、その実績を元に1974年に診療報酬で点数化されたものである。診療所によるデイケアは1962年、渋川診療所（現在の北毛保健生活協同組合 北毛病院）の桂アグリによるひるま病室とされている。1988年に小規模デイケアとして診療報酬点数化された。

### 食事の提供
療養上必要な食事を提供した場合にはデイケアとナイトケアは1食、デイナイトケアは2食または3食が診療報酬の加算対象となっていたが、平成22年度診療報酬改定により食事提供加算は廃止され本体報酬に包括されることになった。これにより利用者の食事の有無にかかわらず負担額が同一となった。
生活保護受給の精神疾患患者が利用する場合、デイケアなどの給食は医療費扱いとなり結果的に全額公費負担となるため、生活費のやりくりを兼ねて給食目当てでデイケアに出席する患者もいる。

### 利用者の統計
2006年の厚生労働省の調査では疾患別ではおよそ7割が統合失調症で占められている。利用の目的（担当者による評価）は回復期リハビリテーションや就労・復職支援などよりも、再発・再入院予防や慢性期患者の居場所としてのほうが多い。

## 英語圏におけるデイケア
日本では、一般に上記対象者へのサービスについて用いられる場合が多い用語であるが、英語表現で day care は、幼児の保育に対しても用いられる。また、成人に対する day care (adult daycare) は、リハビリテーションを伴わないこともあり、デイサービスに近いものもある。英語でほぼ該当すると思われるものには「デイホスピタル（day hospital、「日帰り病院」）」があるが、これは障害者も利用する場合があるため、完全に一致する用語ではない。